# Coro de niños de Tölz
El Coro de Niños de Tölz (alemán: Tölzer Knabenchor) es un coro de niños originario de la ciudad de Bad Tölz en la Alta Baviera.

## Evolución
El coro de niños de Tölz fue fundado en 1956 en Bad Tölz por el director y pedagogo del canto Gerhard Schmidt-Gaden, que entonces contaba solamente con 19 años de edad. Ya en ese año fue invitado a un concierto radiofónico. EN 1957 tuvo lugar el primer viaje de conciertos a Sudtirol y Trento; en 1960 un viaje a Luxemburgo, Francia, Inglaterra y Bélgica. Carl Orff  actuó desde 1963 como director invitado y grabó con el coro su Schulwerk. A partir de la década de 1960, el coro o solistas del mismo han participado en interpretaciones de óperas. En 1964 intervinieron por primera vez cantantes del Tölzer Knabenchor en una ejecución de La flauta mágica. En 1973 recibió el premio discográfico alemán Deutscher Schallplattenpreis por su interpretación del Oratorio de Navidad de Johann Sebastian Bach.
En 1984 y 1986 realizó viajes a Chicago, China y Japón. Desde entonces es un coro mundialmente famoso. En Japón, los niños cantores de Tölz fueron llamados ángeles de Baviera y, entre otras cosas, son materia de mangas. El Tölzer Knabenchor ha emprendido viajes de concierto por todo el mundo, por ejemplo a Japón, la República Popular China, Israel, Polonia y Estados Unidos. Ha cantado en numerosos festivales, entre otros el Festival de Bayreuth, las Berliner Festwochen, el Festival de Bregenz, el de Halle y el Festival Heinrich Schütz en Kassel, el festival de los castillos de Ludwigsburg, los festivales de la ópera de Múnich, el Festival de Salzburgo, el festival de música de Schleswig-Holstein, el de Schwetzinger y las Semanas Musicales de Viena. 
Las diversas actuaciones han llevado al coro y sus solistas a ciudades de todo el mundo, entre otras: Berlín, Colonia, Hamburgo, Lucerna, Viena, Salzburgo, París, Bruselas, Varsovia, Roma, Venecia, Madrid, Chicago, Nueva York, Ciudad de México, São Paulo, Shanghái y Tokio.

## Promoción artística y formación en el coro
El coro completo consta de alrededor de 200 niños divididos en cuatro grupos. El Coro I, con los mejores y más experimentados cantantes, es el de conciertos.
El Coro II actúa igualmente en ocasionales conciertos públicos. En él se prepara a los niños para la madurez concertística y para el Coro I. Las pruebas de aptitud comienzan en el primer curso escolar en muchos colegios de Múnich y sus alrededores. El Tölzer Knabenchor no está asociado a ningún internado. Los pequeños cantores reciben clases corales e individuales y así se les despierta el entusiasmo y la pasión por la música. En total se ocupan de los niños seis directores de coro y pedagogos del canto, además de Schmidt-Gaden, que aún lo dirige junto a Ralf Ludewig, su sucesor.
Su principio formativo consiste en que cada niño individualmente es capaz de cantar como solista. Así, por ejemplo, puede ejecutar cantatas y oratorios de Bach en una pequeña plantilla, como se exigía en tiempos del compositor.

## Repertorio
El coro o cantantes solistas participan anualmente en casi 250 conciertos y ejecuciones operísticas (p. ej. En el Festival de Ópera de Heidenheim y en el Staatstheater am Gärtnerplatz).
Su repertorio abarca música vocal desde la Edad Media hasta la actualidad, canciones tradicionales, madrigales y motetes, música religiosa, papeles solistas y para coros de niños en óperas. Son legendarias las interpretaciones de los "tres niños" en La flauta mágica en más de 2000 representaciones.
El coro ha cantado con numerosas orquestas de renombre, como la Filarmónica de Berlín, la Orquesta Real del Concertgebouw, la Orquesta Filarmónica de Israel, la Filarmónica de Múnich, la Orquesta del Beethovenhalle en Bonn, la Sächsische Staatskapelle de Dresde y la Filarmónica de Viena.
Ha sido dirigido por batutas mundialmente célebres, como las de Claudio Abbado, Leonard Bernstein, Karl Böhm, Pierre Boulez, Benjamin Britten, Sergiu Celibidache, Sir John Eliot Gardiner, Sir Colin Davis, Herbert von Karajan, Rafael Kubelík, James Levine, Lorin Maazel, Sir Neville Marriner, Kurt Masur, Karl Richter, Wolfgang Sawallisch, Sylvain Cambreling, Sir Georg Solti y Bruno Weil.
Con mucho gusto recuerda Gerhard Schmidt-Gaden la grabación de las Cantatas y Oratorios de Bach junto con Nikolaus Harnoncourt.
El Tölzer Knabenchor ha sido invitado a numerosas emisiones televisivas para interpretar canciones tradicionales.
Participó también en el partido de apertura del Mundial de Fútbol 2006 en Alemania el 9 de junio de ese año en la Allianz Arena de Múnich.

## El sonido original
En la interpretación historicista de la música antigua suele considerarse sobre todo el aspecto instrumental, restando importancia a la fidelidad histórica del sonido vocal de cada época. En este aspecto, las partes de Cantus y Altus en la música sacra eran cantadas por niños hasta finales del siglo XVIII, y con anterioridad a la Revolución francesa no se incluían voces femeninas.
El coro de niños de Tölz se ha preocupado desde su fundación en reproducir la música sacra del Barroco y el Clasicismo con sonoridad adecuada al estilo de aquellos tiempos. Más allá de esto, niños solistas con una formación consistente hacen posible la ejecución de las cantatas barrocas con rigor histórico. El coro de niños de Tölz se adhiere en su recreación bachiana a la plantilla instrumental y vocal que se empleaba en los siglos XVII y XVIII.
Gerhard Schmidt-Gaden ha prestado además atención a las condiciones de ejecución de la música vocal del Renacimiento. La influencia de la polifonía italiana y en especial de las creaciones de Andrea Gabrieli en la música sacra alemana de los siglos XVII y XVIII se refleja claramente en el repertorio del Tölzer Knabenchor: comprende tanto las misas de Palestrina  y madrigales de Monteverdi como toda la música vocal sacra de Heinrich Schütz y obras de Heinrich Ignaz Biber.
La música del Renacimiento alemán es para Schmidt-Gaden una pasión: junto a las obras de Schütz interpreta los motetes de Orlando di Lasso, Leo Hassler y Hans Hermann Scheidt atendiendo a la instrumentación original de tres cantantes por voz.
De igual modo, las misas de Joseph Haydn y de Wolfgang Amadeus Mozart  así como el Requiem' de este último experimentan una ejecución sonora lo más auténtica posible cuando Las voces de soprano y alto son cantadas por niños. El coro ha interpretado también muchas veces y grabado en disco compacto los oratorios de Haydn La creación y Las estaciones. La variedad musical del coro y su capacidad de adaptación se manifiestan en obras maestras como el Stabat mater de Pergolesi de igual modo que en los divertidos cánones.

## Reconocimientos
- 1973 Deutscher Schallplattenpreis  -Por: Johann Sebastian Bach, Oratorio de Navidad
- 2003 ECHO-Klassik, Diapason d’Or y Choc du Monde de la Musique - Por: Orlando di Lasso, Salmos Penitenciales de David
- 2007 Diapason d'Or - Por: Johann Sebastian Bach, Pasión según san Juan (DVD, con Nikolaus Harnoncourt)

## Discografía
Algunos de los principales trabajos discográficos del coro: 
- Johann Sebastian Bach
  - más de cien Cantatas (Harnoncourt, Leonhardt).
  - Oratorio de Navidad (CD con el Collegium Aureum y DVD con Nikolaus Harnoncourt)
  - Magnificat (Collegium Aureum)
  - 6 Motetes (Gerhard Schmidt-Gaden)
  - Motetes de la familia Bach.
  - Misa en si menor (Robert King).
  - Pasión según San Juan (DVD, Nikolaus Harnoncourt).
  - Pasión según San Mateo (Gustav Leonhardt).
- Orazio Benevoli 
  - Missa Tira Corda.
  - Missa Salisburgensis (con la Escolanía de Montserrat )
- Benjamin Britten
  - War Requiem.[5]
- Christoph Willibald Gluck
  - Orfeo ed Euridice (Christian Fliegner: soprano solista).
- Franz Joseph Haydn
  - Varias Misas
  - Oratorio Las estaciones.
  - Oratorio La creación.
- Michael Haydn
  - Cantata festiva Aplauso
- Gustav Mahler
  - Sinfonía n.º 4 (Helmut Wittek: soprano solista)
  - Sinfonía n.º 8
- Wolfgang Amadeus Mozart
  - Apolo y Jacinto
  - Cánones (este disco contiene también motetes de Mendelssohn).
  - La flauta mágica (numerosas versiones en CD y DVD).
  - Varias Misas
  - Requiem (con el Collegium Aureum y con Tafelmusik).
- Modest Músorgski
  - Borís Godunov
- Carl Orff
  - Carmina Burana
  - Weihnachtsgeschichte[6]
- Giovanni Battista Pergolesi
  - Stabat mater, Salve regina
- Robert Schumann
  - Escenas del Fausto de Goethe
- Heinrich Schütz
  - Geistliche Chormusik
  - Kleine Geistliche Konzerte
- Johann Strauss II
  - Valses y polcas
  - El murciélago (Helmut Wittek: soprano solista).
- Josquin des Prés
  - Motetes

En el apartado de música tradicional ha grabado los siguientes álbumes: 
- Der Tölzer Knabenchor singt seine größten Erfolge
- Frühling-Sommer-Herbst u. Winter
- Der Tölzer Knabenchor singt seine schönsten Volkslieder
- Lieder der Alpen
- Das Wandern ist des Müllers Lust
- Volkslieder mit Robert Stolz
- Volkslieder mit Herman Prey
- Hoppe Hoppe Reiter – Die schönsten Kinderlieder
- Altbayerische Weihnacht
- Bergweihnacht
- Lieder zum Advent
- Ihr Kinderlein kommet / ´s Christkind kommt bald

## Miembros destacados
Wilhelm Wiedl: proveniente de una familia con gran tradición musical, Wilhelm Richard Wiedl fue soprano solista entre los años 1977-1980. Participó en el Ciclo Monteverdi bajo la dirección de Nikolaus Harnoncourt en Zúrich y ha intervenido como solista en varias Cantatas de Bach, también dirigidas por Harnoncourt (Teldec); entre otras, en las BWV 69, 69 A, 80, 93, 94, 95 y 110. Estudió en el Conservatorio Richard Strauß de Múnich y fue galardonado con varios premios. Ha sido cantante de opereta en el Stadttheater Würzburg. Actualmente canta sobre todo operetas y musicales y participa en numerosas giras por Alemania. Además interviene en programas televisivos de música tradicional, con frecuencia junto a su hermana Angela, famosa cantante de Yodel.
Seppi Kronwitter: Josef (Seppi) Kronwitter (nacido en 1964 en Sachsenkam, Alemania), recibió sus primeras enseñanzas musicales a los cinco años en la Escuela de Música y canto de Bad Tölz. Cuatro años después fue aceptado en el Tölzer Knabenchor y cantó como solista bajo la dirección de célebres maestros como Herbert von Karajan, Karl Böhm, Wolfgang Sawallisch, Sergiu Celibidache y muchos otros. Intervino asimismo en los festivales de Salzburgo, Múnich y Bayreuth y en teatros de ópera de toda Europa. En 1976 grabó partes de soprano solista en el ciclo de Cantatas de Nikolaus Harnoncourt (BWV 52, 54, 55, 56, 58 y 61). Estudió trompeta y canto en Múnich y actualmente dirige la Banda Municipal de Bad Tölz.
Allan Bergius: nacido en 1972 en Múnich, es miembro de una familia de músicos, por lo que entró muy pronto en contacto con este arte. De 1978 a 1980 estudió chelo con Heinrich Klug, solista de la Orquesta Filarmónica de Múnich. A partir de 1980 fue soprano solista del coro de niños de Tölz y durante los siete años subsiguientes actuó bajo la dirección de Herbert von Karajan, James Levine, Wolfgang Sawallisch y Nikolaus Harnoncourt, entre otros, Y emprendió giras por Europa, Israel y los Estados Unidos. Participó en el Ciclo de Cantatas bachianas bajo la dirección de Harnoncourt, destacando sus intervenciones solistas en las BWV 124, 130, 131, 140, 146, 147, 155, 173, etc., además de en el Oratorio de Navidad (DVD, DGG - 1982). En 1984 fue solista en la Cuarta Sinfonía de Gustav Mahler con la Filarmónica de Viena dirigida por Leonard Bernstein. En 1985 creó una orquesta de cámara, la Camerata Juvenalis, que dirigió durante nueve años. Terminó brillantemente sus estudios de chelo y realizó cursos de dirección orquestal, materia por la que se inclinó y que constituye hoy su profesión. Su carrera estuvo avalada por muchos premios y reconocimientos. Actualmente es director en el teatro de ópera de Mönchengladbach.
Barbara Schmidt-Gaden: hija de Gerhard Schmidt-Gaden, recibió su primera formación musical en el Tölzer Knabenchor; era conocida como "Die Knäbin" por intervenir como única niña en dicho coro. A los diez años de edad le fue encomendado por primera vez el papel de "tercer niño" en La flauta mágica. Con esta actuación realizó numerosas giras a Salzburgo, Lyon, Burdeos, Tel Aviv y la Scala de Milán. Estudió canto en Ginebra, Berna y la Escuela de Ópera de Mannheim, ganó numerosos premios y fue becada por la Asociación Richard Wagner. Desde entonces ha actuado como Nancy (Albert Herring) en Baden-Baden y Mannheim, como Rosina en El barbero de Sevilla, etc. Desde 2001 es miembro del teatro de ópera Staatstheater am Gärtnerplatz.
Panito Iconomou: Panajotis (Panito) Iconomou nació en Múnich en 1971 e ingresó con 9 años en el coro de niños de Tölz. Cantó su primer solo en Colonia en la obra de Benjamin Britten A Ceremony of Carols. Viajó de gira con el coro por Alemania, Italia, Francia, Israel, Polonia y Austria hasta la muda de la voz en 1986. Como solista intervino en la Misa en si menor de Bach (Andrew Parrot, Emi) y en las Cantatas 163-178 (Nikolaus Harnoncourt, Teldec). Fue igualmente contralto solista en una memorable producción para la televisión austriaca ORF de la Pasión según San Juan de Johann Sebastian Bach (Graz, Festival Styriarte) que ha sido condecorada recientemente con el premio Diapason d'Or. Por lo que respecta a papeles operísticos, destacamos Feuersnot de Richard Strauss con Bernd Weikl y Julia Varady, "tercer niño" de La flauta mágica' en diversos teatros de ópera, Zephyrus en Apollo et Hyacinthus de Wolfgang Amadeus Mozart con Helmut Müller-Brühl y Gerhard Schmidt-Gaden, entre otras.
Panajotis Iconomou es hoy bajo-barítono y volvió a unirse al Tölzer Knabenchor en 1988.
Helmut Wittek: Helmut Wittek (1973) fue miembro del coro de niños de Tölz como solista y profesor entre los años 1980 y 1996. Participó en el Ciclo de Cantatas dirigidas por Nikolaus Harnoncourt e intervino como solista en las BWV 167, 171, 183, 185, 186 y 196, entre otras. También colaboró con Harnoncourt en la Pasión según San Juan (DVD) de Bach y El murciélago de Johann Strauss II (príncipe Orlofsky). Ha intervenido como solista en el primer disco de los tres que compone la grabación de Capriccio de los Pequeños Conciertos Espirituales de Schütz bajo la dirección de Gerhard Schmidt-Gaden. También ha cantado en la Sinfonía número 4 de Mahler con la Orquesta del Concertgebouw de Ámsterdam (Leonard Bernstein. Actualmente, Helmut Wittek trabaja como ingeniero de sonido.
Christian Fliegner: nació en 1976 en Bad Tölz y fue admitido en el coro con ocho años. Su talento vocal se hizo pronto notorio, lo que provocó que August Everding lo incluyese en una parte solista del musical Oliver. Cantó El pájaro del bosque en una producción de Sigfrido dirigida por Michael Gielen y pronto se le encomendó la parte del primer niño en La flauta mágica de Mozart (Múnich, Hamburgo). Fue también Amor en la grabación de Orfeo y Eurídice de Gluck con Hartmut Haenchen, soprano solista en el Oratorio de Navidad de Bach y en varias producciones de la Pasión según San Mateo del mismo compositor (televisión y CD) dirigida por Sigiswald Kuijken y Gustav Leonhardt. Destaquemos asimismo su Yniold en una producción para la ópera de Niza y las grabaciones de los Pequeños Conciertos Espirituales de Heinrich Schütz, Cantatas de Dietrich Buxtehude, varias Flautas y el papel de Melia en Apolo y Jacinto de Mozart. Intervino igualmente en el Festival de Eurovisión y en una película con Grit van Jüten y René Kollo).
Desde 2004 es profesor en el coro de niños de Tölz y también graba como tenor solista, por ejemplo el Parsifal' de Claudio Abbado en Salzburgo y la música coral religiosa de Heinrich Schütz (Capriccio).
Matthias Schloderer: el Tenor Matthias Schloderer nació el 25 de abril de 1983 en Múnich y en 1990 comenzó su formación como cantante en el Tölzer Knabenchor. Como alto solista actuó en la Lyric Opera de Chicago, la ópera de Tel Aviv, la Ópera Estatal de Hamburgo, los teatros de ópera de Berlín y Múnich, el Festival de Salzburgo y en muchas salas de conciertos de Europa. A los doce años había intervenido ya como corista y solista en ejecuciones bajo la dirección de personalidades de la talla de Abbado, Barenboim, Dohnani y Mazel.
Desde 1999 canta como tenor y los diversos conciertos lo han llevado, entre otros lugares, a Boston, Budapest, La Habana, París, Tokio y Viena.
Intervino como tenor y ‘’quinta vox’’ en la grabación de los Salmos Penitenciales de David de Orlando di Lasso (I-III) bajo la dirección de Gerhard Schmidt-Gaden. Matthias Schloderer es el fundador y director musical del conjunto a capela „The Quartbreakers“, Que está compuesto por siete antiguos niños cantores de Tölz.
Andreas Burkhart: Andreas Burkhart, nacido el 6 de diciembre de 1984 en Múnich, fue alto en el coro de niños de Tölz de 1992 a 1999  . Actuó en diversas salas de conciertos y teatros de ópera de Europa, entre los que cabe citar las Óperas Estatales de Hamburgo,
Berlín, Múnich, Viena y Ámsterdam y el Festival de Salzburgo. Trabajó con Claudio Abbado, Lorin Maazel, James Levine y Zubin Meta, entre otros,  y participó en grabaciones discográficas y para la radio como solista y cantante en el coro, por ejemplo en los Motetes de Johann Sebastian Bach, la “Música Coral Religiosa” de Heinrich Schütz (1999) y ya como bajo en los Salmos Penitenciales de David de Orlando di Lasso (II Parte, 2004). De 2002 a 2005 fue miembro de la ‘’Bayerische Singakademie’’. En 2005 y 2006 ganó el Primer Premio de „Jugend musiziert“ (concurso musical para jóvenes de Alemania) en la categoría „Canto Solista“. Desde 2005 estudia canto con Frieder Lang. Ha asistido a numerosos cursos becado por diversas organizaciones como la Academia de Música Europea. Actualmente continúa cantando en el coro de niños de Tölz.
Stefan Pangratz: por la pureza única de su voz y su impresionante técnica, Stefan fue un niño soprano extraordinario. Aunque su voz no tiene la plenitud ni la fuerza de la de Christian Fliegner, nos seduce por combinar frescura y entusiasmo. Intervino como soprano solista en el Motete de Bach Jesu, meine Freude (1996) y en la Geistliche Chormusik de Schütz (1998).
Ludwig Mittelhammer: procedente de una familia con gran tradición musical, Ludwig fue primer solista en torno al año 2000. Por esa fecha tuvo lugar una exitosa gira a Japón donde cantó de forma magistral el Mirjams Siegesgesang de Schubert y el famoso cuarteto de La flauta mágica (como Pamina). Entre sus grabaciones cabe citar La Damnation de Faust de Berlioz (Ópera Estatal de Berlín - 2000), Gabrieli Superiore (1999)  y el disco de Bach Preludi ai corali con el 'Quartetto italiano di viole da gamba. Actualmente canta en la sección de hombres del Tölzer Knabenchor.
Robin Schlotz: Robin Schlotz, nacido el 31 de mayo de 1992, fue miembro del Tölzer Knabenchor desde mayo de 2000 hasta marzo de 2006 y pronto se convirtió en primer solista. Interpretó el papel de uno de los tres niños de La flauta mágica de Mozart en Avenches (Arena von Aventicum), Roma (Teatro dell´Opera), Berlín (Deutsche
Oper) y Múnich (Nationaltheater). En el Nationaltheater ha cantado asimismo como „Pastor “ en „Tannhäuser“. En julio de 2003 tomó parte en el estreno mundial de la ópera de Jörg Widmann „Gesicht im Spiegel“ (Múnich, Cuvilliérs-Theater) y su actuación fue calificada por la crítica especializada como legendaria.
Schlotz fue famoso por ser uno de los solistas del coro de Tölz que ha dominado la conocidísima ‘’aria de la reina de la noche’’ (La flauta mágica), fragmento este lleno de dificultad y que requiere gran maestría para ser cantado correctamente.
Alexander Lischke: ha sido uno de los mejores solistas del Tölzer Knabenchor entre los años 2002 y 2006. Dejó el coro en noviembre de 2006 como consecuencia del cambio de voz.

### Destacados solistas actuales o muy recientes
Andreas Mörwald: nació el 22 de marzo de 1994. Ha actuado como Yniold en la ópera Pelléas et Mélisande de Claude Debussy en Hamburgo (2005) y Berlín (2008) y como niño de La flauta mágica en Venecia y Edimburgo (Claudio Abbado - 2006). También fue solista en el Oratorio de Navidad (Colonia, Gerhard Schmidt-Gaden). En septiembre de 2007 cantó la Sinfonía n.º 4 de Mahler y Blaumeer de Helmut Zehring en la Filarmónica de Berlín. En febrero de 2008 fue soprano solista en la Misa en si menor de Bach (Frankfurt - Paolo Carignani). En abril representó el papel de Yniold en la Staatsoper de Berlín bajo la dirección de Sir Simon Rattle. En septiembre fue soprano solista en las Vesperae solennes de confessore de Mozart en el Festival Klang & Raum de Irsee. Destaca asimismo su intervención solista en un concierto que tuvo lugar en Múnich en noviembre de 2008: la presentación de un disco grabado en agosto de ese año y aparecido en octubre de 2010; contiene motetes a dos coros de la familia Bach. En diciembre intervino como soprano, mezzo y alto solista en el Oratorio de Navidad de Bach en California (Los Ángeles y Santa Mónica) bajo la dirección de Martin Haselbock. En febrero de 2009 volvió a actuar como Inyold en Hamburgo. En julio de ese mismo año se anunció la muda de su voz. Actualmente forma parte del coro de hombres.
Frederic Jost: miembro del Tölzer Knabenchor (contralto) de 2000 a 2008, Frederic Jost ha sido un destacado solista. Ha interpretado el papel de uno de los niños de La flauta mágica en la Arena de Anenches, en el Teatro Lírico de Cagliani y en las óperas estatales de Hamburgo y Múnich. Fue Yniold en todas las representaciones de Pelléas et Mélisande de Debussy en la Ópera Estatal de Berlín durante la temporada 2003-2004. Participó en la grabación del segundo volumen de los Salmos Penitenciales de David de Orlando di Lasso. Fue un solista brillante del Oratorio de Navidad (2005 y 2006) y ofreció una ejecución magistral de las partes de contralto en la Misa en si menor de Bach del concierto de clausura del Festival Bach de Leipzig 2007. En 2009 se unió a la sección de hombres (bajo).
Otros solistas destacados son:
- Daniel Krähmer (hasta 2012).
- Jörg Lehne (hasta septiembre de 2009).
- Felix Palm (hasta marzo de 2010, actualmente en el coro de hombres).
- Simon Bohrenfeldt (hasta mayo de 2009).
- Jonas Häussler (hasta febrero de 2010).
- Alexander Rampp (hasta mayo de 2009, actualmente en el coro de hombres).
- Eric Price (hasta febrero de 2008, ahora en la sección de hombres).
- Markus Althanns (hasta enero de 2011).
- Leopold Lampelsdorfer (en activo).
- Julius Steinbach (hasta 2012).
- Johannes Möhrle (hasta junio de 2011).
- Alexander von Both (hasta junio de 2011).